# Malmiana virida
Malmiana virida är en ringmaskart som beskrevs av Burreson 1977. Malmiana virida ingår i släktet Malmiana och familjen fiskiglar. Inga underarter finns listade i Catalogue of Life.